# Deconstructivisme

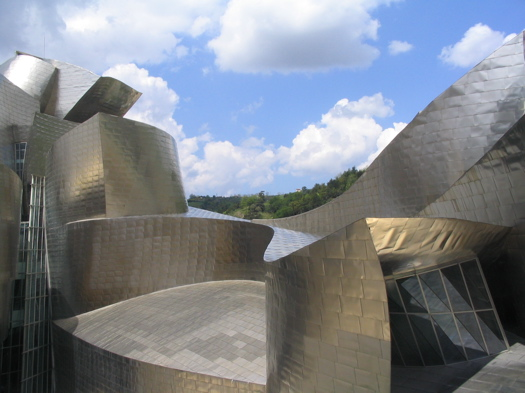
Detail van het Guggenheimmuseum in Bilbao

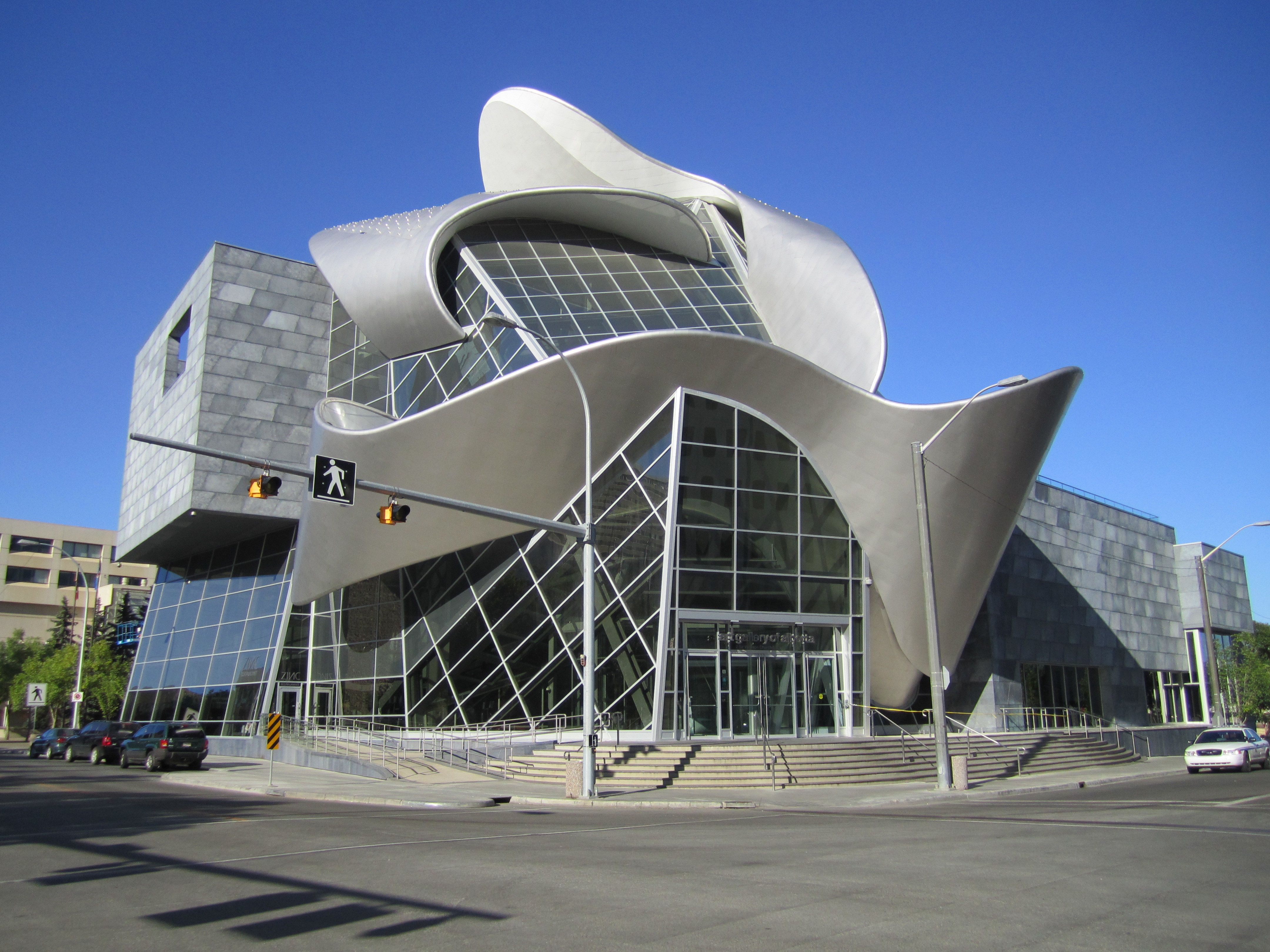
Art Gallery of Alberta in in Edmonton

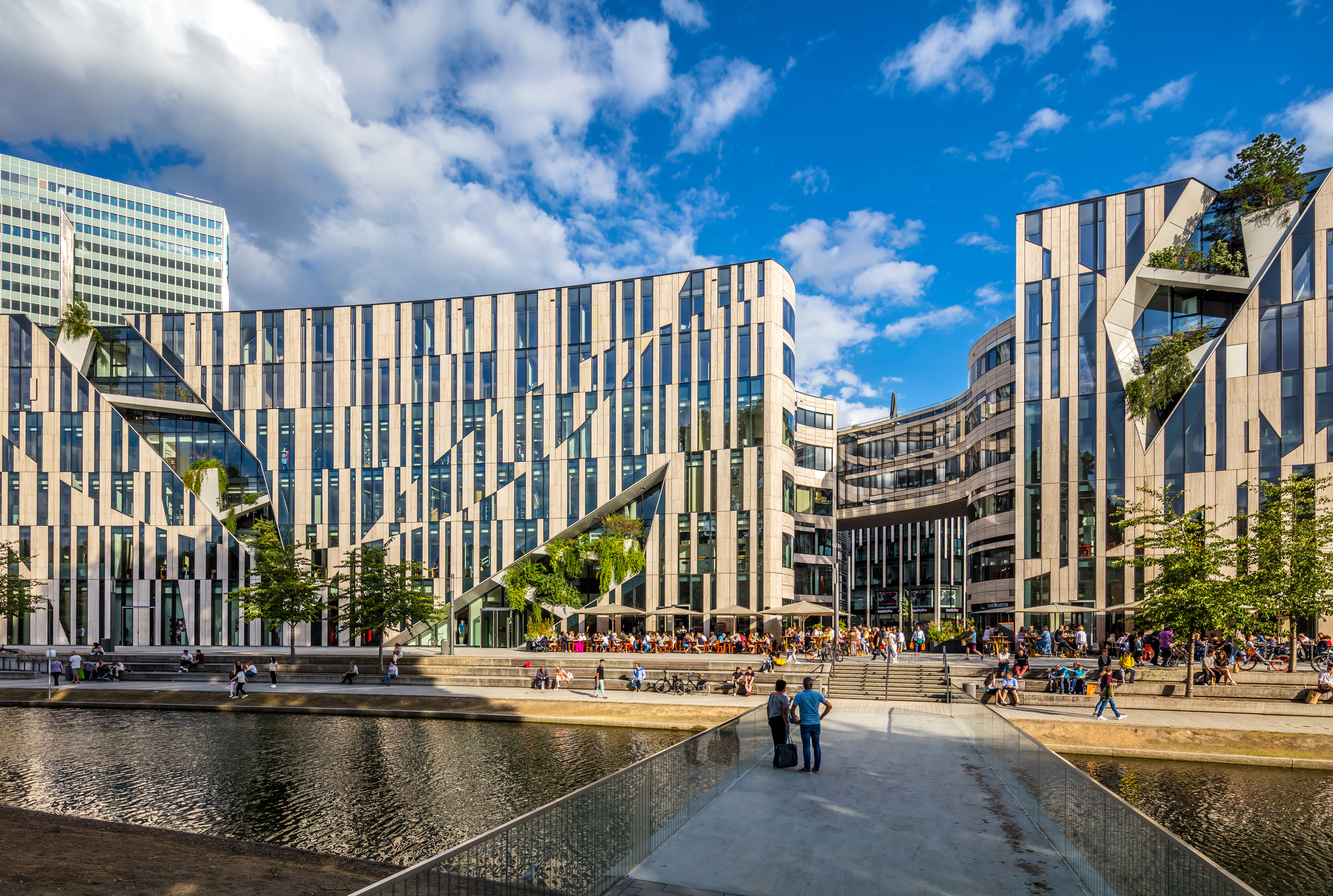
Kö-Bogen (nabij de Kö) in Düsseldorf

Het deconstructivisme is een eigentijdse stroming in de architectuur die ervan uitgaat dat de maatschappij verwarrend en onzeker is. Men probeert dat ook in haar bouwwerken tot uiting te laten komen. Ook vinden zij dat de functie de sfeer van het gebouw bepaalt.
Het begrip deconstructie werd in de jaren 60 ontwikkeld door de Franse filosoof Jacques Derrida. De gedachtegang achter zijn techniek stelt dat men de westerse metafysica kan blootleggen door het ‘deconstrueren’ van de logica ervan. Het is dus een tekstanalyse waarbij wordt getracht aan te tonen dat teksten altijd op verschillende manieren kunnen worden uitgelegd.

## Naamgeving en controverse
Het deconstructivisme als architectonische stroming heeft haar naam te danken aan de expositie "Deconstructivist architecture" in het Moma in New York in 1988. De curator Philip Johnson koos deze naam, vanwege de gelijktijdige gelijkenissen en tegenstellingen met het Russische constructivisme van de periode 1915-1934, voornamelijk in vormentaal maar ook in de maatschappelijke visie die hieraan ten grondslag lag.
Tegelijkertijd benadrukte Johnson in de catalogus van deze tentoonstelling dat het hier 'geen nieuwe stijl betreft' en ook zeker 'geen nieuwe stroming'. Mark Wigley, die in 1986 zijn PhD afrondde over deconstructivisme in de filosofie in relatie met architectuur, deelt in dezelfde catalogus deze mening en voegt hieraan toe dat 'de tentoongestelde projecten niet afgeleid zijn van de filosofische modus die bekendstaat als Deconstructie.
Om al deze redenen pleitte Peter Eisenman vanaf het initiatief van de tentoonstelling om deze Violated perfection te noemen, daarbij argumenterend dat hij en Bernard Tschumi de enige deelnemers waren die beïnvloed waren door de deconstructie van Derrida. Ook de andere deelnemende architecten konden en kunnen zich niet eenduidig vinden in de titel die op hun architectuur werd geplakt. Het is immers geen gemeenschappelijk manifest dat gedeeld wordt zoals bij het modernisme (en het postmodernisme in mindere mate) nog het geval was, maar puur een overeenkomst in vormentaal. Dit maakt dat deconstructivisme tot de dag van vandaag een controversiële term is.

## Architecten
- Peter Eisenman
- Norman Foster
- Frank Gehry
- Zaha Hadid
- Coop Himmelb(l)au
- Rem Koolhaas
- Daniel Libeskind
- Renzo Piano
- Richard Rogers
- Bernard Tschumi

## Verwante stromingen en stijlen
Deconstructivisme is familie van onder andere de volgende designstromingen en -stijlen:
- Constructivisme
- Modernisme
- Postmodernisme